# Військово-історичний інститут у Празі
Військово-історичний інститут у Празі (чеськ. Vojenský historický ústav Praha, скорочено VHÚ) — музейна, науково-дослідна та бібліотечна установа Міністерства оборони Чеської Республіки. Заснований у 1919 році.

## Історія

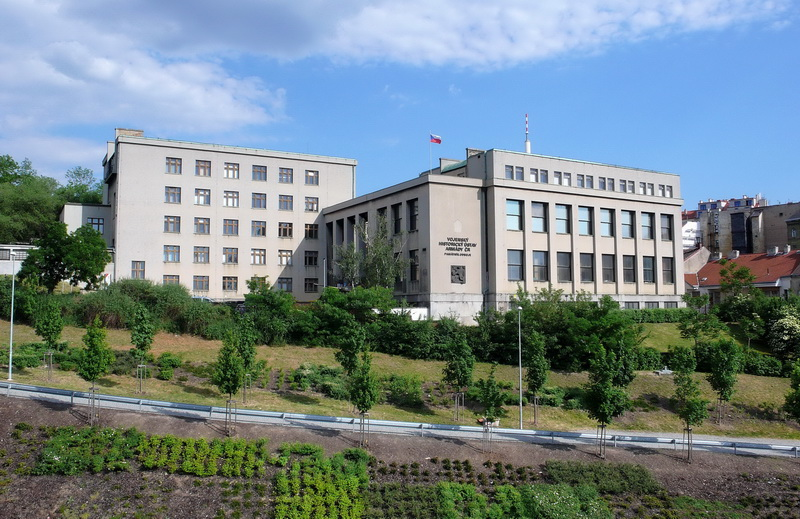
Вид на інститут з північного заходу.

Після створення незалежної Чехословацької держави в 1918 р. її вищі представники на чолі з президентом республіки Т. Г. Масариком усвідомлювали необхідність окреслити й розвинути політичні й військові традиції республіки, науково їх опрацювати й зафіксувати, в тому числі в вигляді музейної експозиції. Ще в 1919 році при Міністерстві національної оборони було створено Меморіал опору (Památník odboje), який спочатку діяв як консультативна рада для збору писемних і речових пам'яток опору Чехословацької Республіки під час Першої світової війни. Зі збільшенням кількості пам'ятників, особливо у зв'язку з поверненням легіонерів з Росії, його скромна організаційна структура перестала влаштовувати, тому консультативну раду було перетворено на окрему установу — Архів легіонів. Його було розміщено у будівлі Національного музею, а його колекції тимчасово розмістилися в різних місцях Праги — Тройському замку, так званій картинній галереї Легіону в Літньому палаці Гвєзда, фото- і кіноархіві на вулиці Троїцькій. В 1919 році також було створено Архів національного визволення, а роком пізніше — Військовий архів і Військовий музей Чехословаччини.
У 1929 році, символічно відзначаючи річницю заснування республіки, 28 жовтня ці заклади були об'єднані в один науковий інститут з новою назвою «Меморіал визволення» (Památník osvobození). Заклад розміщувався у новозбудованому комплексі будівель біля підніжжя гори Вітков, частина колекцій військово-історичного музею залишилася в будівлі Інвалідовни в Празі.
Після нацистської окупації у 1939 році «Меморіал визволення» клеймували як носія «легіонерської ідеології» і оголосили його територію власністю вермахту. У серпні 1939 року комплекс будинків захопило гестапо, з метою створення філії Німецького військового музею (Heeresmuseum Prag). Тут було розташовано так зване Kriegswissenschaftliche Verbindungstelle (Управління військової науки), яке керувало музейними, архівними та бібліотечними справами. Цей музей, який мав бути філією Німецького військового музею у Відні, з 1940 року знаходився у Шварценбергському палаці, куди також були перевезені музейні колекції з Жижкова та Карліна. Наприкінці війни німці вивезли частину предметів колекції за кордон, але після війни, за деякими винятками, вони були повернуті. Під час окупації частина керівного складу Меморіалу була заарештована та ув'язнена, багато колишніх співробітників, які залишилися на волі, приєдналися до опору.
Після 1945 р. прямим спадкоємцем колишнього Меморіалу визволення став новостворений Військово-історичний інститут (розділений на Меморіал визволення та Військовий музей), який займався питаннями Першого та Другого національного опору. Ще одним переломним моментом в історії інституту став комуністичний переворот у лютому 1948 року. Новий політичний режим з огидою ставився не лише до легіонерських традицій Першого Опору, а й до участі Чехословацької Республіки у Другій світовій війні (II Опір). Інститут зазнав ґрунтовної кадрової чистки, перетворившись на ідеологічний орган Комуністичної партії Чехословаччини. Спроба відходу від комуністичної ідеології та марксистсько-ленінського тлумачення історії та намагання більш правдиво тлумачити сучасну історію Чехословаччини в короткий період другої половини 1960-х років призвели до нових масштабних чисток у всьому інституті після вторгнення військ Варшавського договору в серпні 1968. Ряд працівників, у тому числі найбільш професійно здібних, було звільнено, а Військово-історичний інститут знову став ідеологічним закладом. Новим керівництвом інституту науково-дослідна робота з військової історії була відсунута на другий план на користь соціально-політичних досліджень. Музеї також поступово обмежували свою професійну та наукову діяльність і виконували переважно соціальне замовлення у формі розважальних виставок.
Падіння комуністичного режиму відкрило можливість для VHÚ реформуватися в справжню наукову інституцію, яка займається військовою історією та військовим мистецтвом і має тісні зв'язки з подібними установами поза армією. Після листопада 1989 року в інституті відбулася докорінна реструктуризація. У березні 1990 року Військово-історичний інститут було ліквідовано, а на його базі створено Інститут історії чехословацької армії. У зв'язку з розпадом спільної держави назву закладу було змінено на Історичний інститут армії Чеської Республіки. З 1 квітня 2003 року закладу було повернуто традиційну назву Військово-історичний інститут.
Новостворений Меморіал історії національного спротиву (з 1992 р. просто Меморіал спротиву) став ключовим науковим місцем, яке займається основною та визначальною темою інституту — дослідженням історії політичного та військового спротиву в роки Першої та Другої світових війн. Музейні складові VHÚ також істотно розширилися: перш за все, це стосується створення Військово-технічного музею в Лешанах та розвитку експонатів Музею авіації у Кбелах. У 2011 році також була відкрита ще одна виставка, так звана Імператорська збройна палата у Шварцеберському палаці на Празькому граді. 

## Музейно-виставкова частина інституту

### Музей армії в Жижкові
Музей армії розташований у Празі на Жижкові в історичних будівлях Меморіалу визволення. Експозиція музею поділена на сім основних блоків, які хронологічно охоплюють період з VI століття до наших днів. 
Окрім зброї, тут експонується низка унікальних старовинних уніформ, знамен, орденів, відзнак, а також особистих пам'яток президентів Чехії та провідних представників чеської армії.

### Музей авіації у Кбелах
Музей було засновано в 1968 році на території історичного військового аеропорту Прага-Кбели, який був першою авіабазою, побудованою після створення Чехословаччини в 1918 році. На 2023 рік його колекція налічує 275 літаків, з яких 85 виставлені в чотирьох критих залах, 25 у відкритих виставкових приміщеннях, 155 зберігаються в депозитаріях і 10 льотно-придатні та знаходяться в експлуатації . Експозиція музею безпосередньо пов'язана з історією чехословацької та чеської авіації, особливо військової. Тут експонуються окремі типи всесвітньо відомих літаків, а також низка авіаційних двигунів, частин планерів, озброєння, обладнання, уніформи, прапори, нагороди та інші пам'ятки, пов'язані з історією чехословацької та чеської авіації.

### Військово-технічний музей в Лешанах
Експозиція Військово-технічного музею діє з 1996 року і розташована між селами Крганіце і Лешани поблизу міста Тинец-над-Сазавоу, на території колишніх артилерійських казарм. На 2023 рік вона складається з понад 700 історичних танків, гармат, мотоциклів, броньованих, вантажних і пасажирських військових транспортних засобів, ракетної техніки, інженерного обладнання та матеріально-технічного забезпечення періоду з 1890 року до наших днів.
Колекції представлені широкому загалу в десяти залах, під шістьма навісами та просто неба. Особливо унікальними є колекція чехословацької військової техніки (танки, мотоцикли, вантажівки та командні машини) періоду 1918—1939 років та колекція гармат системи Škoda. Серед унікальних експонатів періоду холодної війни представлена навіть ракетна техніка та танки з озброєнь як країн Варшавського договору, так і НАТО.
Щороку в рамках весняного відкриття виставкового сезону на музейній арені відбуваються заходи з презентацією історичної техніки в русі. Найбільшою подією року є так звані Танкові дні, які завжди відбуваються в останню суботу серпня. 